# 1.ª División de Infantería (Estados Unidos)
La 1.ª División de Infantería (del inglés: 1st Infantry Division) es la división más antigua del Ejército de los Estados Unidos. Prestó servicio desde su creación en 1917. Se la conoce como The Big Red One debido a su insignia, consistente en un número 1 en color rojo de gran tamaño.
The Big Red One se traduce por "el gran uno rojo" referente al número uno de color rojo en la insignia.

## Historia
Se activó por primera vez como división el 24 de mayo de 1917 con motivo de la Primera Guerra Mundial, y fue la primera unidad estadounidense en combatir en Francia cuando, el 21 de octubre de 1917, los 14 500 hombres de la 1.ª División fueron emplazados en un sector concreto del frente, en las cercanías de Toul.
Comenzó la Segunda Guerra Mundial con su participación en la Operación Torch, el desembarco en el norte de África, desembarcando junto a Orán (Argelia francesa). Posteriormente se enfrentó al Afrika Korps de Erwin Rommel, para luego tomar parte en la Operación Husky, el desembarco aliado en Sicilia.

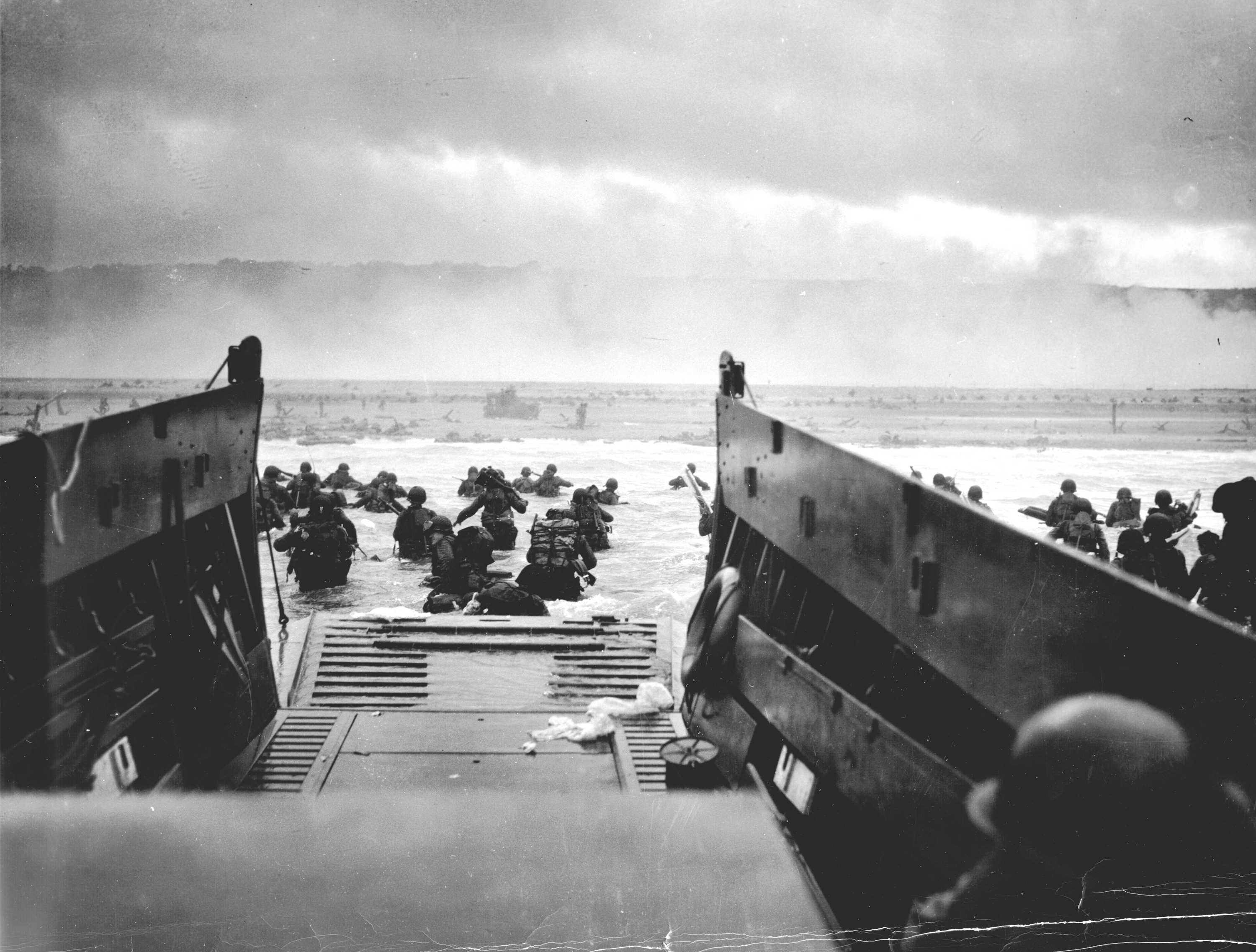
Soldados de la 1.ª División de Infantería desembarcan en Omaha Beach.

Durante el desembarco en Normandía (Operación Overlord), el 6 de junio de 1944, desembarca en Omaha Beach, junto a la 29.ª División de Infantería, sufriendo ambas unidades un elevado número de bajas.
Finaliza su participación en la Segunda Guerra Mundial en Alemania, cerca de la frontera con Checoslovaquia en 1945. La División sufrió a lo largo de toda su participación en el conflicto unas bajas de 21 023 hombres (esta cifra seguramente incluye tanto heridos como prisioneros) de los 43 743 soldados que habían servido en la misma a lo largo de la guerra. Los miembros de la División recibieron 20 752 medallas, de las que 16 eran Medallas de Honor. La División siguió destinada en Alemania, formando parte de las fuerzas de ocupación de dicho país, hasta 1955; posteriormente regresó a Estados Unidos.
Cuando comienza la Guerra de Vietnam, la 1.ª División de Infantería es nuevamente la primera unidad en recibir la orden de partir hacia Indochina, en 1965. Estuvo destinada allí hasta 1970, habiendo sufrido en ese plazo la muerte de más de 3000 de sus miembros, que recibieron 11 Medalla de Honor.
La División vuelve a participar en combate con motivo de la Guerra del Golfo, en 1990-1991. La División destruye 550 carros de combate enemigos, 480 vehículos blindados y captura 11 400 prisioneros, sufriendo por su parte 18 muertos.
La 1.º División, siguiendo la política de relevos de las unidades participantes en la Operación Libertad Iraquí (Guerra de Irak), ha tomado el relevo de la 4.ª División de Infantería en la zona norte del llamado Triángulo suní, especialmente en las ciudades de Baqubah y Tikrit.

## Organización
La 1.ª División de Infantería está organizada en las siguientes unidades:
- 1.ª Brigada «Devil's Brigade»
- 2.ª Brigada «Dagger Brigade»
- 3.ª Brigada «Duke Brigade»
- 4.ª Brigada «Dragon Brigade»
- Artillería divisionaria
- Brigada de Ingenieros «Sappers Attack»

## Galería

Bandera de la división
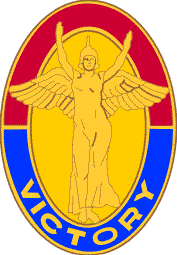
Escudo de la división
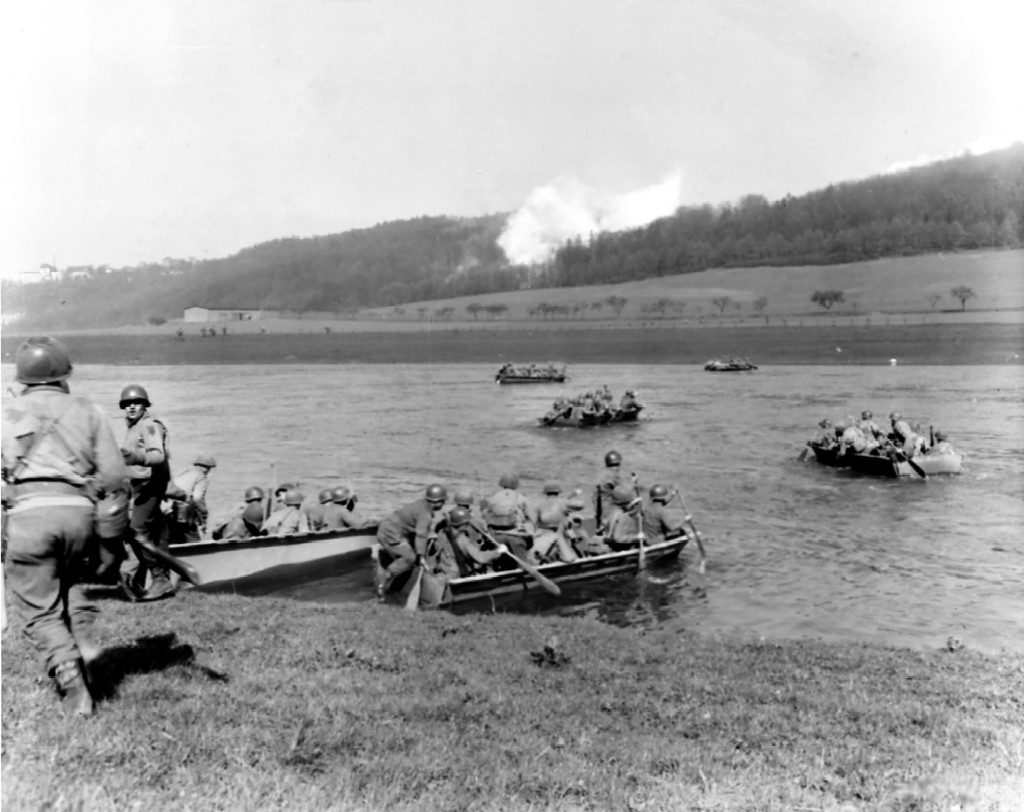
Cruce del Weser, 8 de abril de 1945
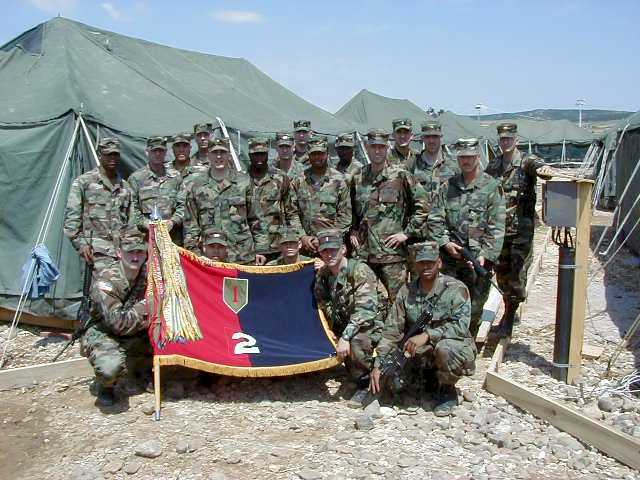
Soldados de la 2.ª Brigada de la 1.ª División en Kosovo, 1999
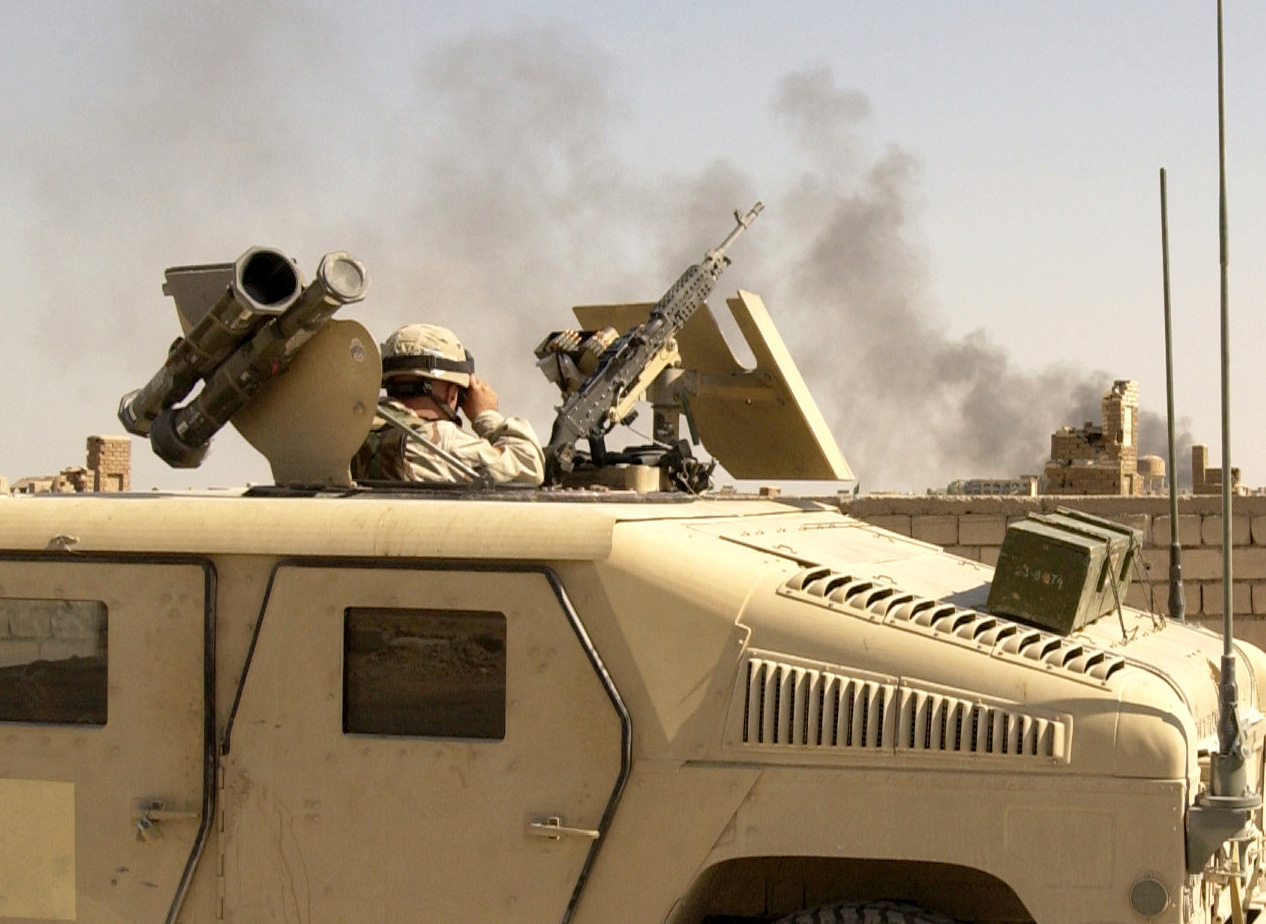
Durante la Guerra de Irak
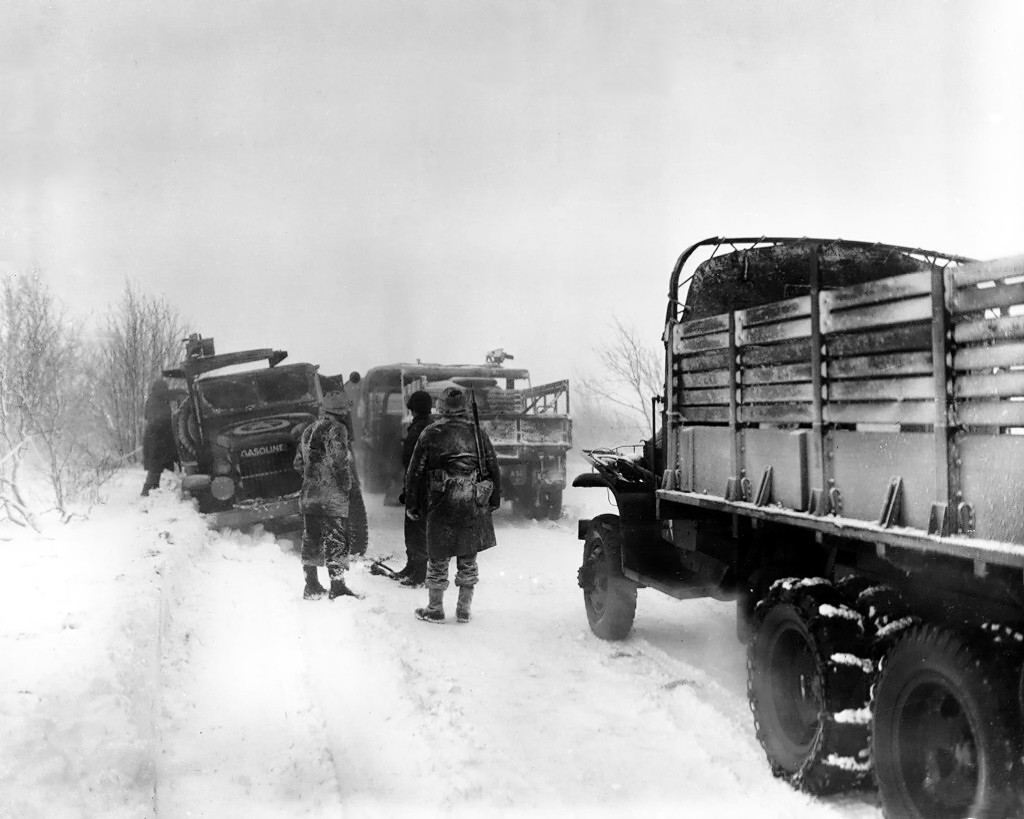
Vehículos de la 1.ª División de Infantería en una carretera belga, el 19 de enero de 1945
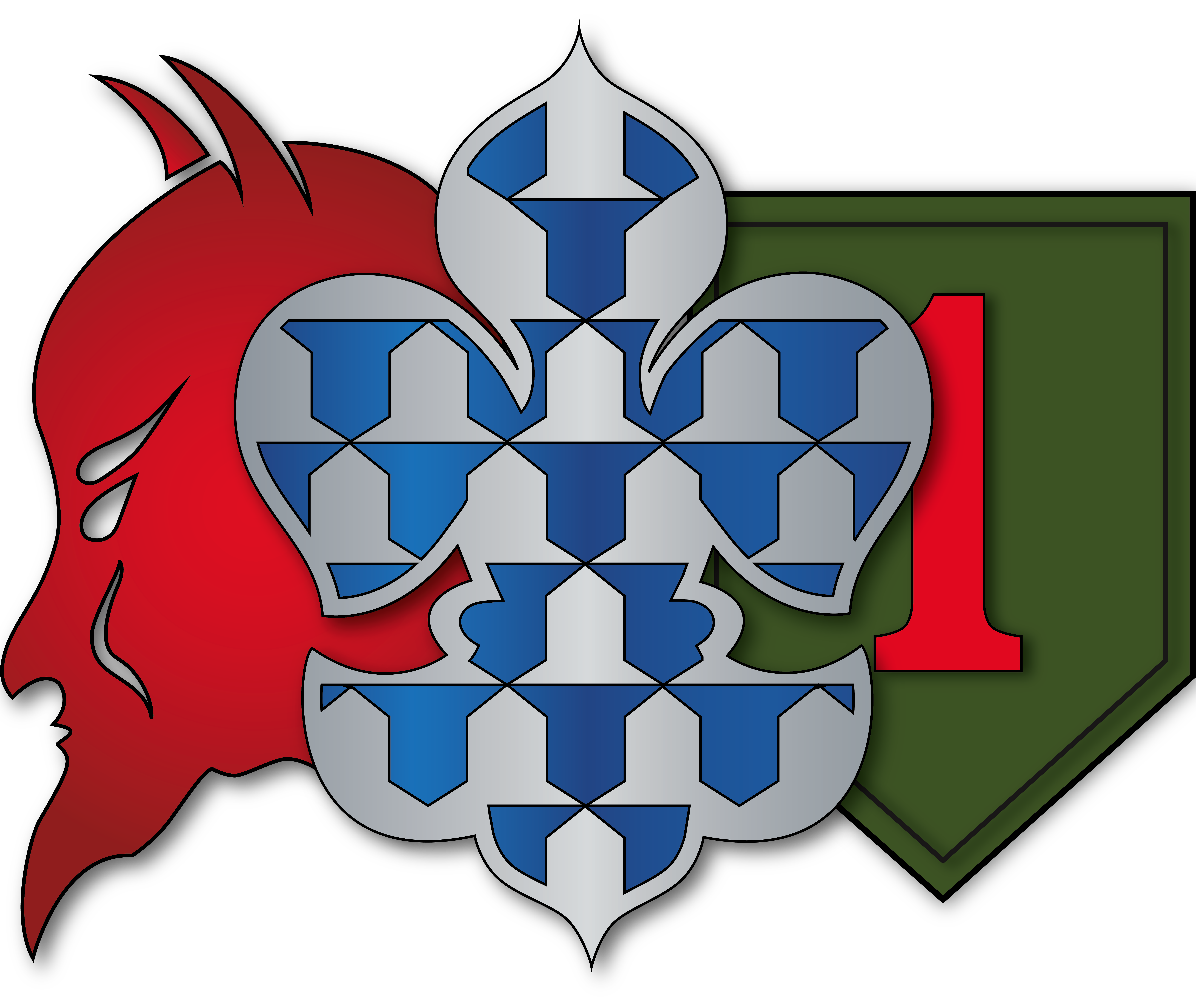
Insignia de la 1.ª Brigada
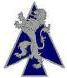
Insignia de la 2.ª Brigada

## Apariciones en la cultura popular
La 1ª División de Infantería aparece en la cultura popular, en cine, videojuegos y otras obras. Ya sea como protagonistas o referencia a dicha división.

### Cine
- Uno Rojo: División de Choque

### Videojuegos
- Call of Duty: Big Red One
- Call of Duty: WWII